# Кутанда, Висенте
Висенте Кутанда (исп. Vicente Cutanda Toraya; род. в 1850 в Мадриде — умер в 1925 в Толедо) — испанский художник, сын известного ботаника Висенте Кутанды. Долго проживал в Стране Басков, рисовал в духе социального реализма XIX века. Многие из его картин изображают сценки из провинциальной жизни. Под влиянием мадридской школы живописца Эдуардо Росалеса он также уделял внимание историческим полотнам. Кутанда создавал картины в разной технике: карандашом, гравированием, акварелью, но чаще всего маслом.

## Биография
Висенте Кутанда родился в столице Испании в 1850 году. Его отцом был ботаник Висенте Кутанда-старший (1804—1866), который 20 лет был директором Мадридского ботанического сада. Юный Висенте оказался единственным ребёнком в семье. Тем не менее детство художника не было беззаботным.
С юности Висенте увлёкся рисованием. После окончания школы он начал изучать архитектуру. Но вскоре оставил это занятие ради живописи. Кутанда решил пройти специальный курс рисования в Мадриде. Его первой значительной работой работой стала картина «Рынок Авилы», которую представили на выставке «Дом Боша». Здесь же начинающий художник познакомился с такими признанными мастерами как Хоакин Соролья и Мариано Фортуни.
В 1884 году Висенте Кутанда получил должность профессора рисунка в Кооперативном обществе рабочих Толедо. В этот город художник страстно влюбился. В Толедо он активно творил, а также воспитал целую плеяду молодых живописцев. Обретя достаток и положение в обществе, Кутанда женился на подруге детства Наварре Луизе Салазар.
Одна из самых известных картин художника — «Бискайская забастовка рабочих». В 1892 году полотно было удостоено первой премии Национальной выставки изящных искусств, а затем его приобрёл музей Прадо. Впоследствии картину передали на хранение в Морское министерство.

## Награды
- 1887 год. Третья медаль Национальной выставки изобразительного искусства за картину «У ног Спасителя».
- 1892 год. Первоклассная медаль Национальной выставки изобразительного искусства за картину «Бискайская забастовка рабочих».

## Известные работы
- Автопортрет
- Бискайская забастовка рабочих, 1892, холст, масло, музей Прадо
- Рынок в Авила
- У ног Спасителя. Эпизод резни евреев в Толедо в средние века, 1887, холст, масло, музей Прадо (хранится в музее Сарагосы)[2]
- Ensueño/Рабочая Богородица, 1897, холст, масло, Толедо, Музей Санта-Крус
- Алтарь Распятия
- Эпилог, 1895, холст, масло, музей Прадо (хранится в Музее изящных искусств Ла-Коруньи)
- Портрет художника Рикардо Арредондо, 1896, музей Прадо

## Галерея

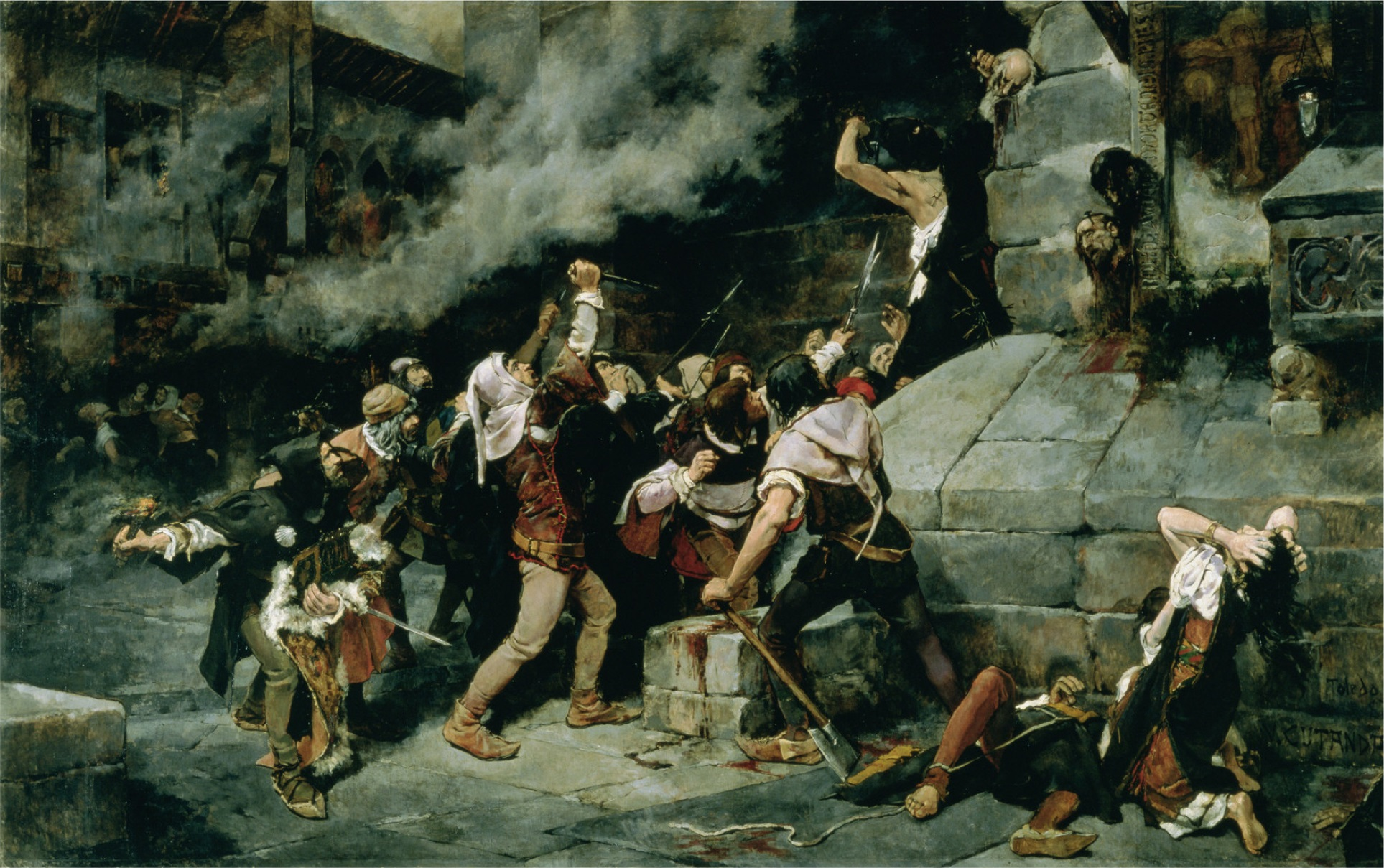
«У ног спасителя. Эпизод резни евреев в Толедо в средние века»
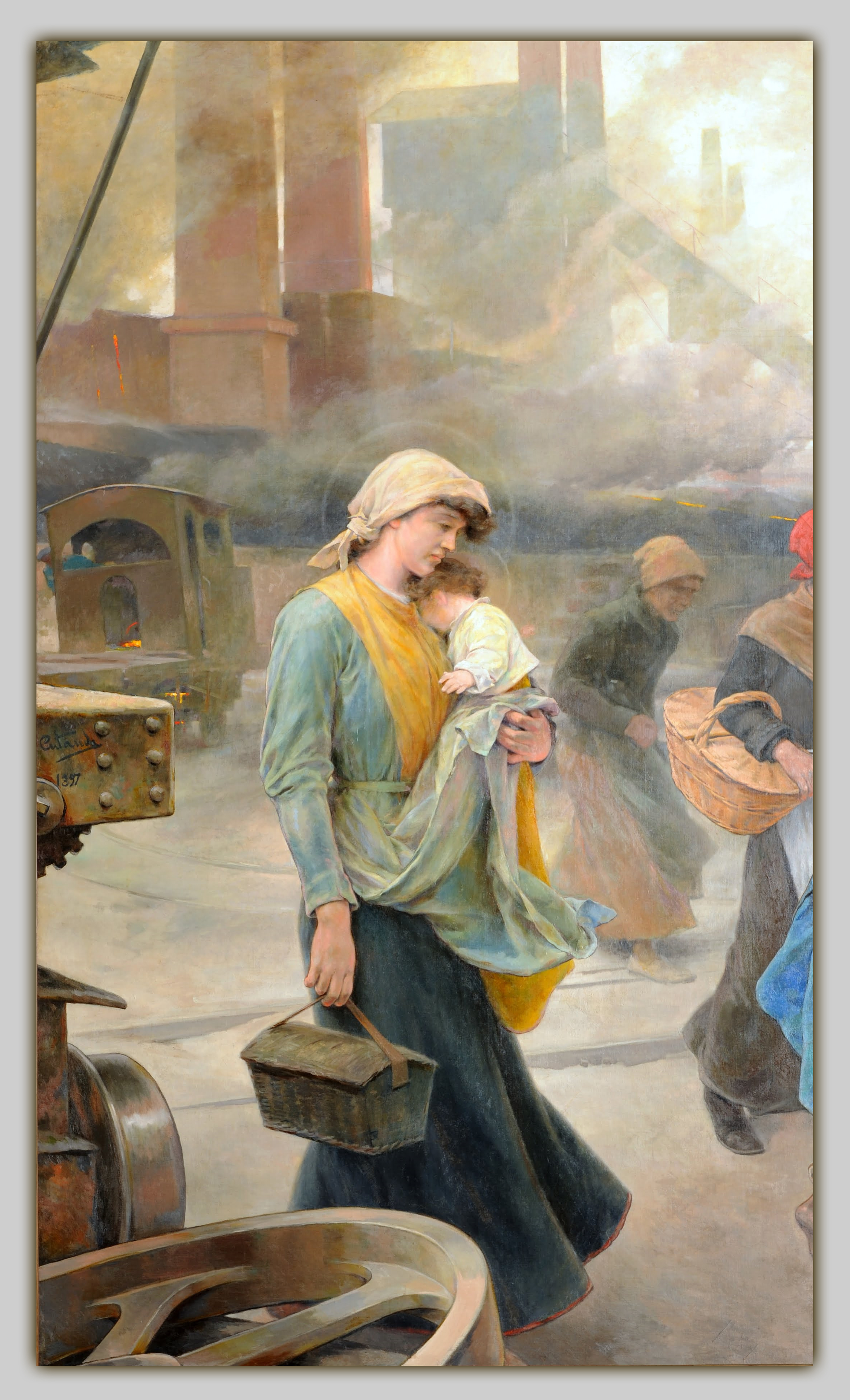
«Иллюзия или Рабочая Дева»
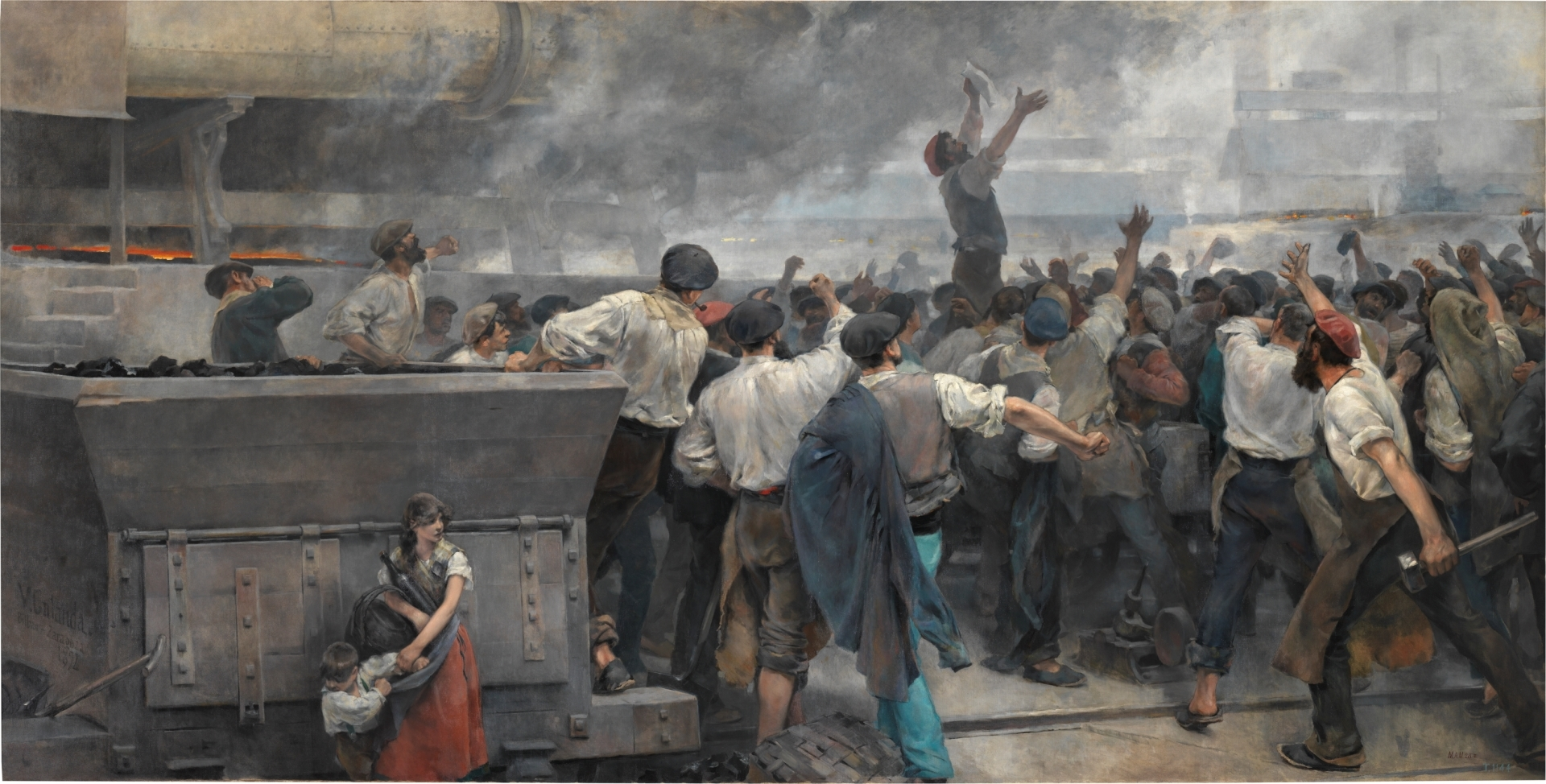
«Бискайская забастовка рабочих»
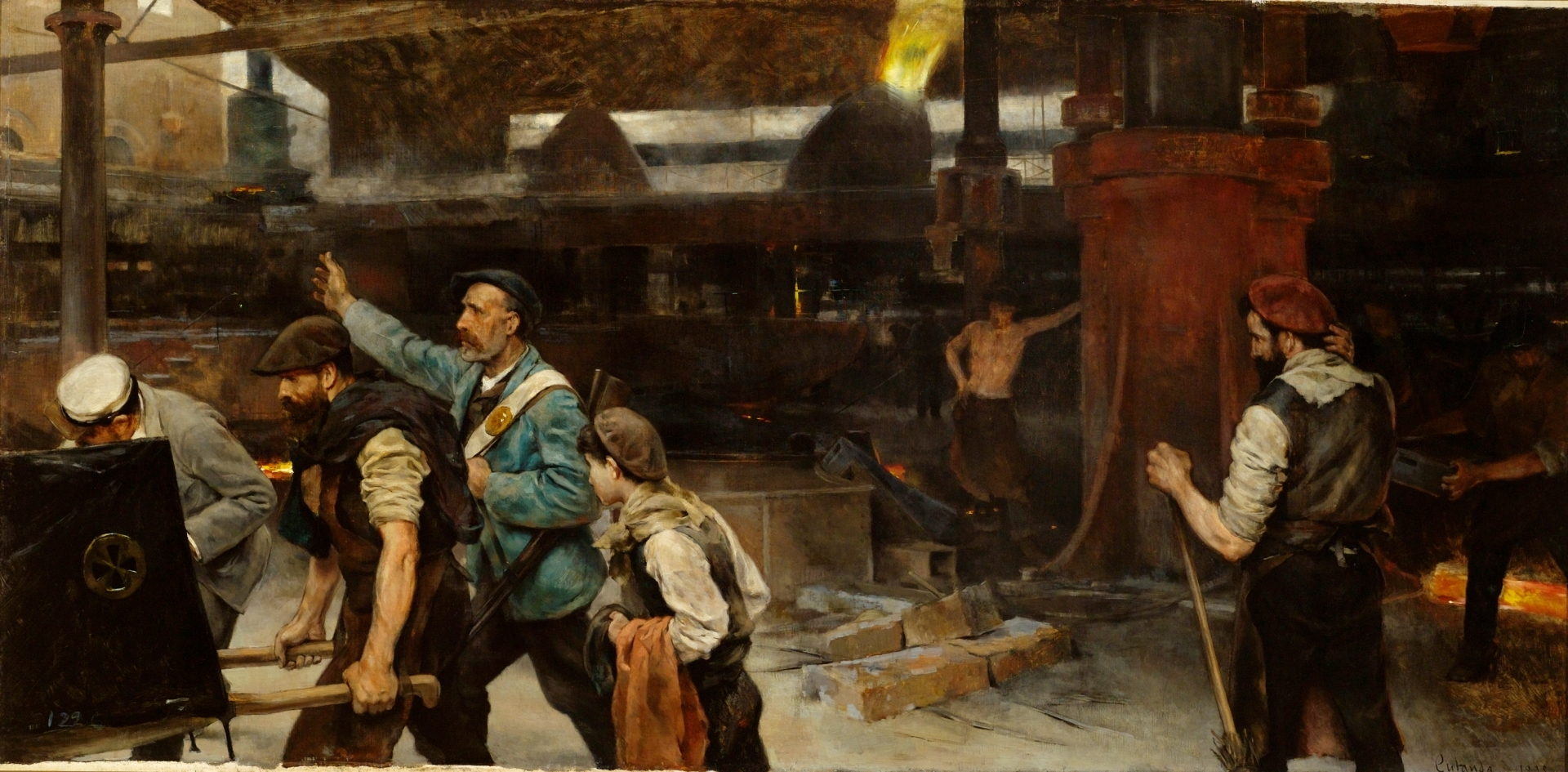
«Эпилог»
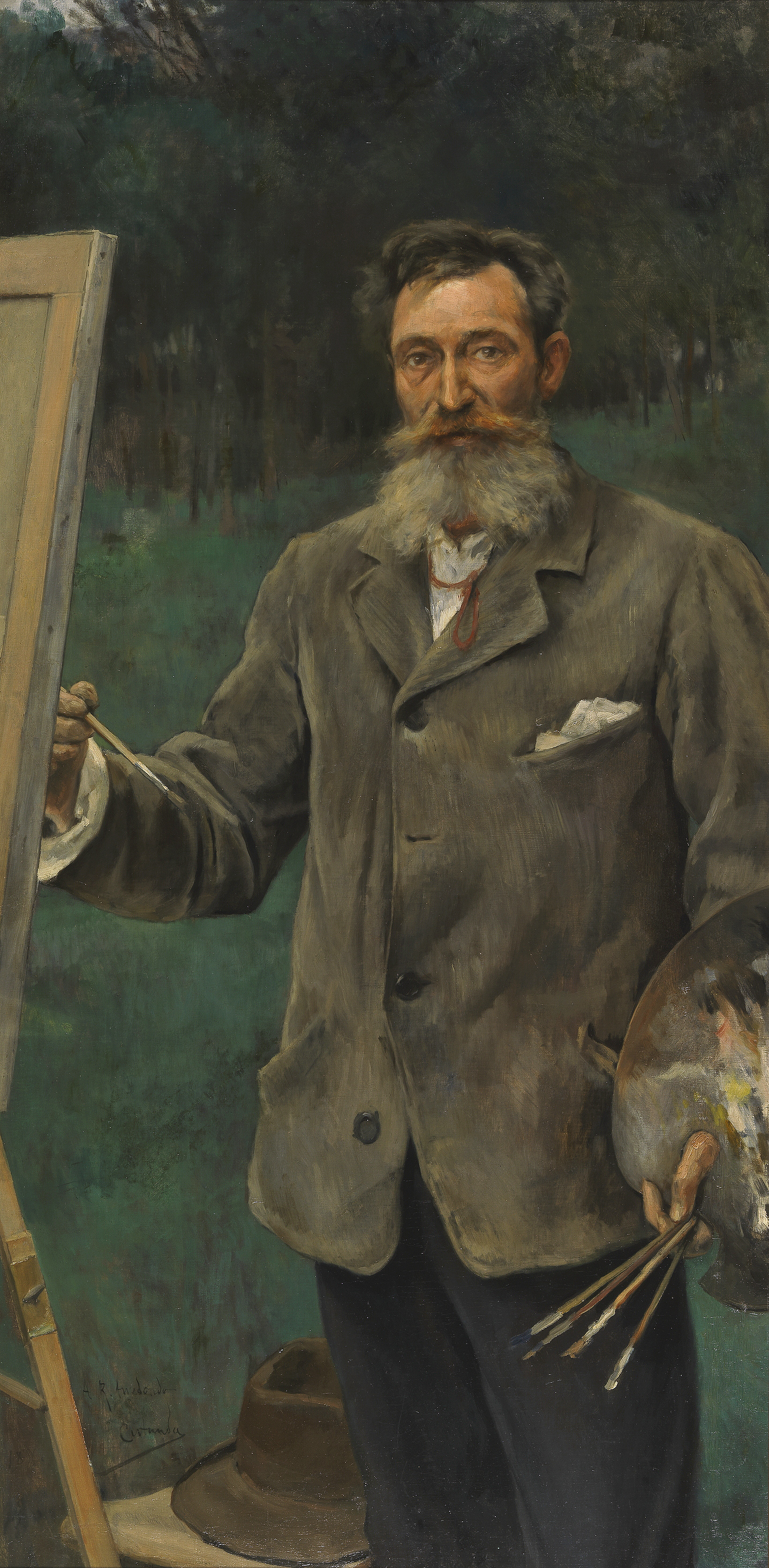
«Портрет художника Рикардо Арредондо»